# Château royal de Collioure
Het Château royal de Collioure is een kasteel in de Franse gemeente Collioure. Het kasteel is een beschermd historisch monument sinds 1922.